# Apoclea plurisetosa
Apoclea plurisetosa là một loài ruồi trong họ Asilidae. Apoclea plurisetosa được Becker trong Becker & Stein miêu tả năm 1909. Loài này phân bố ở vùng Cổ Bắc giới và châu Á.